# Jack Coleman (basquetebolista)
Jack L. Coleman (23 de maio de 1924 — 11 de dezembro de 1998) foi um jogador norte-americano de basquete profissional que disputou nove temporadas na National Basketball Association (NBA). Foi escolhido pelo Rochester Royals na segunda rodada do draft da BAA (hoje NBA) em 1949.